# Lotto Sport Italia
La Lotto Sport Italia S.p.A. è una società italiana di calzature ed abbigliamento sportivo, con sede a Trevignano in provincia di Treviso. Fondata nel giugno 1973, ha accresciuto nel tempo i suoi mercati a livello internazionale affermandosi come marchio sportivo. Lotto produce e commercializza calzature, abbigliamento ed accessori per sport e tempo libero. Detiene i marchi Lotto, Lotto Leggenda, Lotto Works, Mya.

## Storia

### I fratelli Caberlotto
Viene fondata dai tre fratelli Giovanni, Sergio e Alberto Caberlotto, una delle famiglie storiche del distretto calzaturiero, successivamente proprietaria anche della squadra di calcio del Treviso. Il marchio dalla doppia losanga equivale alla porzione finale del cognome Caberlotto mentre quella iniziale era stata utilizzata dai tre fratelli per una azienda di scarponi di sci in plastica, la Caber, poi venduta agli americani della Spalding. Originariamente la Lotto produce scarpe da tennis, che rimane l'attività principale dell'azienda per tutti gli anni settanta. In seguito comincia a commercializzare anche calzature, abbigliamento ed accessori per altri sport (pallacanestro, sport nel quale Lotto sponsorizza la Virtus Bologna campione d'italia nel 1979 e 1980,  pallavolo, atletica e calcio).
Il calcio in particolare, a partire dagli anni ottanta, diventa un focus importante anche attraverso le sponsorizzazioni, come quelle con Dino Zoff e Ruud Gullit; questo decennio è anche il periodo nel quale comincia in modo più sensibile la distribuzione dei prodotti all'estero, processo che poi andrà via via rafforzandosi nel tempo. Inoltre, nell'atletica, Lotto è al fianco di campioni olimpici quali Said Aouita e Alessandro Andrei, oro alle Olimpiadi di Los Angeles 1984.  Negli anni novanta spiccano gli accordi con Milan, Svizzera, Croazia e Paesi Bassi, cui seguono negli anni duemila quelli con la Juventus e con Luca Toni. Nel tennis, negli stessi anni, vengono vestiti dal marchio trevigiano Boris Becker e Martina Navrátilová.

### La cordata di Andrea Tomat
Alla fine degli anni novanta, in seguito alla morte di due dei tre fondatori Caberlotto, la società si trova vicino al concordato preventivo e viene rilevata nel giugno 1999 con un'operazione di management buy out da una cordata di imprenditori già attivi nel settore sportivo. La cordata è capeggiata da Andrea Tomat (Stonefly e ex Lotto), Adriano Sartor (Stonefly), Roberto Danieli (Diadora, prima di cederla a Invicta), Franco Vaccari (prima Nordica e poi Dolomite),  Giancarlo Zanatta  (Tecnica), Gianni Lorenzato. Tomat e amici rilevano la società battendo la concorrenza di Invicta (Diadora) e la ribattezzano Lotto Sport Italia S.p.A.
Tomat, alla guida dell'azienda, classe 1957, presidente prima degli industriali di Treviso e in seguito di Confindustria Veneto, ripensa il marchio concentrandosi sul calcio e sul tennis, delocalizza in estremo oriente circa il 90% della produzione di scarpe e abbigliamento, crea una struttura logistica a Hong Kong che funziona come centro distributivo, investe nella ricerca. E nei mondiali di calcio del 2006 lancia "Zhero Gravity", la prima calzatura sportiva senza lacci. L'anno dopo lancia "SynPulse", una scarpa per il tennis che assorbe gli urti e li trasforma in energia.

### Lotto e Stonefly
Nel frattempo l'azionariato subisce qualche scossone. Nel 2003 esce Danieli, nel 2005 lasciano Vaccari e Zanatta. Nel 2007 Lotto Sport Italia acquisisce il marchio americano Etonic, attivo nel running tecnico, nel golf e nel bowling. Alla fine del 2016 la società, che ha attraversato un periodo economico non felice ritornando all'utile (circa un milione di euro) solo nel 2015 e sta procedendo nella ristrutturazione dell'esposizione verso le banche (una quarantina di milioni), ha ufficializzato l'integrazione tra la Lotto (280 milioni di ricavi nel 2016) e la Stonefly (fatturato di 80 milioni). Non si tratta di una fusione: le due realtà resteranno distinte sia come marchio sia come situazione legale ma ottimizzeranno una serie di funzioni. Lotto, i cui prodotti sono distribuiti in 114 paesi nel mondo, segue sport e fashion, a Stonefly i settori urban e comfort.
Nel 2017 nuova turbolenza nell'azionariato. Lascia l'ex vicepresidente Lorenzato per cui la proprietà della Lotto rimane così completamente nelle mani di Tomat e Sartor. Il 2 agosto Lorenzato, che deteneva il 12%, ottiene da un lodo arbitrale del tribunale di Treviso il pignoramento delle quote azionarie degli ex soci per un valore superiore ai 3 milioni di euro nell'ambito della causa civile intentata per violazione dei patti parasociali. La guerra milionaria va avanti: in settembre Lorenzato chiede il fallimento della holding finanziaria che ha il controllo del gruppo, la Futura 5760 srl; nel novembre 2018 il tribunale di Treviso ne dichiara il fallimento mentre Tomat affida ai suoi avvocati il ricorso. Successivamente è stato revocato il fallimento della Futura5760 srl da parte della corte d'appello di Venezia e i due contendenti sono giunti a un accordo di transazione per azzerare tutte le pendenze legali con la cessione delle quote del Lorenzato al Tomat.  Due anni dopo arriva l'accordo con il fondo americano WHP che ha acquisito i diritti mondiali del marchio sportivo Lotto Sport Italia.  

## Sponsorizzazioni
Nel 2022, dopo due stagioni d'assenza, Lotto torna in Serie A come sponsor del Monza, che debutta per la prima volta nella massima divisione del calcio italiano.

## Dati economici
Nel 2016 il gruppo ha registrato un fatturato consolidato di 93,4 milioni con una perdita di 726.000 euro. Nel 2017 i ricavi consolidati hanno raggiunto i 114 milioni di euro con un utile di 2 milioni. I debiti pesano per 86 milioni.